# Brancourt-en-Laonnois
Brancourt-en-Laonnois es una comuna francesa, situada en el departamento de Aisne, de la región de Alta Francia.

## Demografía
| 345 | 374 | 415 | 536 | 710 | 675 | 640 | 705 |
| Para los censos de 1962 a 1999 la población legal corresponde a la población sin duplicidades (Fuente: INSEE [Consultar]) |     |     |     |     |     |     |     |